# Système des us et coutumes

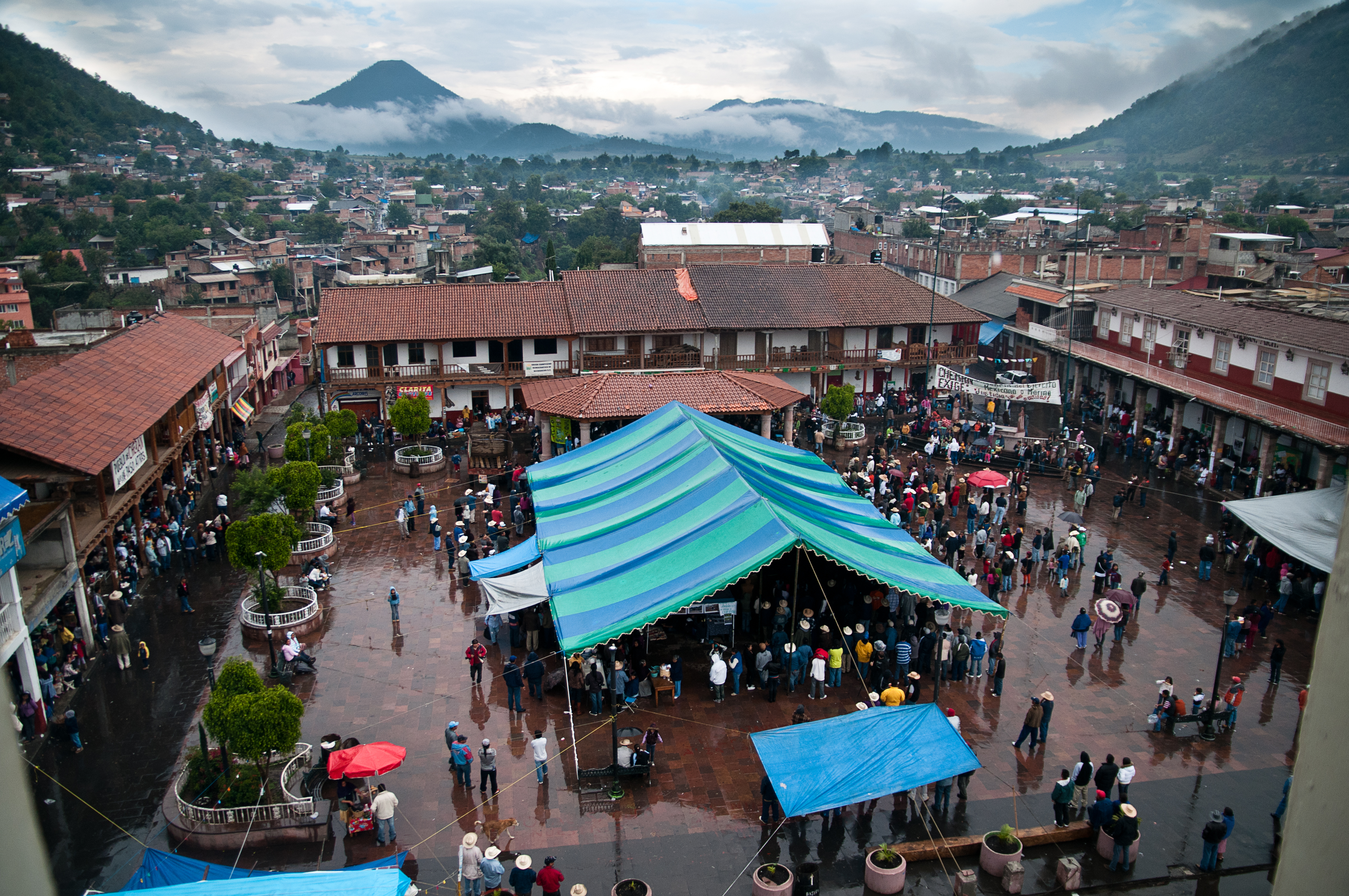
La place centrale de Cherán en 2011, qui a obtenu cette année-là le statut de municipalité régie par les us et coutumes.

Le système des us et coutumes est une modalité du droit mexicain des élections municipales, qui permet à certaines communes autochtones d'organiser la nomination de leurs représentants suivant leurs propres règles. Le nom officiel de ce dispositif est Sistemas Normativos Internos (SNI, systèmes normatifs internes).
Ce système s'enracine dans les arrangements historiques conclus entre autochtones et colons, selon lesquels les Espagnols s'engageaient à respecter dans une certaine mesure l'autonomie de leurs alliés. Cette indépendance de fait de certaines communes a été reconnue dans le droit en 1995 comme exception au système général du municipio libre. Cette innovation, faisant suite à la réforme constitutionnelle de 1992 que certains ont qualifiée de néolibérale, est partie due en réaction au soulèvement de l'armée zapatiste de libération nationale. Il est majoritairement utilisé à Oaxaca, dont la Constitution le prévoit à l'article 25 et où 418 communes sur 500 bénéficient de ce régime.
Cela a été considéré par certains comme une victoire pour le mouvement indigéniste, tandis que d'autres personnes ont argué que cela allait porter aux droits individuels des femmes autochtones, qui quant à elles défendent globalement l'indépendance autochtone en portant de manière secondaire leurs propres revendications d'égalité des femmes. L'efficacité de ce système est débattue. Au sein des municipalités, tout le monde n'est pas d'accord sur les manières de désigner l'ayuntamiento, il y a des conflits, des discriminations et des tensions,. Les femmes sont souvent dissuadée de se porter candidates aux postes importants, et siègent peu dans les assemblées, mais cela a tendance à changer, et une proportion non négligeable des personnes accédant aux charges communales par ce système sont des femmes. Le cas d'Eufrosina Cruz, qui s'est présentée à des élections du système des us et coutumes et a subi des pressions pour se retirer parce qu'elle est une femme, a particulièrement attiré l'attention des débats politiques nationaux, avec l'argument que ces pressions portant atteinte à ses droits politiques sont contraires à l'égalité des genres garantie par la Constitution fédérale.
Par ailleurs, le système des us et coutumes à Oaxaca a pu être dans une certaine mesure instrumentalisé à des fins de pouvoir politique dépassant l'échelle communale, plutôt en faveur du conservatisme.
Les communes du système des us et coutumes ont notamment le droit en vertu de la Constitution mexicaine d'adopter des réglementations spéciales sur le tequio (es), une forme de chantier collectif. L'écrasante majorité de ces communes est très pauvre, ce à quoi tentent de remédier les différentes politiques d'aménagement du territoire mises en place par les conseils communaux du système des us et coutumes.
Il existe différentes causes d'invalidité des élections en vertu du système des us et coutumes.
Depuis les années 2010, il existe aussi un second statut accordant davantage d'autonomie, appelé municipio indígena. Cela est dû à des revendications politiques des populations autochtones réclamant de pouvoir s'organiser sans être considérées comme subordonnées au droit national, d'où la considération que le système des us et coutumes serait insuffisant.